# Open GDF Suez
El Torneig de Tolosa, oficialment conegut com a Open de Paris Coubertin, és un torneig professional de tennis que es disputa sobre pista dura. Actualment pertany a la categoria Premier Tournaments del circuit WTA femení i se celebra al Palais des Sports de Toulouse de Tolosa, França.
El torneig es va crear l'any 1993 amb el nom d'Open Gaz de France i es va disputar al Stade Pierre de Coubertin de París. Posteriorment va canviar de nom per Open GDF Suez. L'any 2014 es va anunciar el seu reanomenament i trasllat a la ciutat de Tolosa de Llenguadoc, a l'emplaçament de Palais des Sports de Toulouse.
La tennista francesa Amélie Mauresmo ostenta el rècord de títols individuals amb tres (2001, 2006 i 2009).

## Palmarès

### Individual femení
| Any  | Campiona                  | Finalista                  | Resultat         |
| ---- | ------------------------- | -------------------------- | ---------------- |
| 2014 | Anastassia Pavliutxénkova | Sara Errani                | 3−6, 6−2, 6−3    |
| 2013 | Mona Barthel              | Sara Errani                | 7−5, 7−6(4)      |
| 2012 | Angelique Kerber          | Marion Bartoli             | 7−6(3), 5−7, 6−3 |
| 2011 | Petra Kvitová             | Kim Clijsters              | 6−4, 6−3         |
| 2010 | Ielena Deméntieva         | Lucie Šafářová             | 6−7(5), 6−1, 6−4 |
| 2009 | Amélie Mauresmo (3)       | Ielena Deméntieva          | 7−6(7), 2−6, 6−4 |
| 2008 | Anna Txakvetadze          | Ágnes Szávay               | 6−3, 2−6, 6−2    |
| 2007 | Nàdia Petrova             | Lucie Šafářová             | 4−6, 6−1, 6−4    |
| 2006 | Amélie Mauresmo           | Mary Pierce                | 6−1, 7−6(2)      |
| 2005 | Dinara Safina             | Amélie Mauresmo            | 6−4, 2−6, 6−3    |
| 2004 | Kim Clijsters             | Mary Pierce                | 6−2, 6−1         |
| 2003 | Serena Williams (2)       | Amélie Mauresmo            | 6−3, 6−2         |
| 2002 | Venus Williams            | Jelena Dokić               | Renúncia         |
| 2001 | Amélie Mauresmo           | Anke Huber                 | 7−6(2), 6−1      |
| 2000 | Nathalie Tauziat          | Serena Williams            | 7−5, 6−2         |
| 1999 | Serena Williams           | Amélie Mauresmo            | 6−2, 3−6, 7−6(4) |
| 1998 | Mary Pierce               | Dominique Monami-Van Roost | 6−3, 7−5         |
| 1997 | Martina Hingis            | Anke Huber                 | 6−3, 3−6, 6−3    |
| 1996 | Julie Halard-Decugis      | Iva Majoli                 | 7−5, 7−6(4)      |
| 1995 | Steffi Graf               | Mary Pierce                | 6−2, 6−2         |
| 1994 | Martina Navrátilová (2)   | Julie Halard               | 7−5, 6−3         |
| 1993 | Martina Navrátilová       | Monica Seles               | 6−3, 4−6, 7−6    |

### Dobles femenins
| Any  | Campiones                                 | Finalistes                              | Resultat            |
| ---- | ----------------------------------------- | --------------------------------------- | ------------------- |
| 2014 | Anna-Lena Grönefeld Květa Peschke         | Tímea Babos Kristina Mladenovic         | 6−7(7), 6−4, [10−5] |
| 2013 | Sara Errani Roberta Vinci                 | Andrea Hlaváčková Liezel Huber          | 6−1, 6−1            |
| 2012 | Liezel Huber Lisa Raymond                 | Anna-Lena Grönefeld Petra Martić        | 7−6(4), 6−1         |
| 2011 | Bethanie Mattek-Sands Meghann Shaughnessy | Vera Duixévina Iekaterina Makàrova      | 6−4, 6−2            |
| 2010 | Iveta Benešová Barbora Záhlavová-Strýcová | Cara Black Liezel Huber                 | Renúncia            |
| 2009 | Cara Black Liezel Huber (2)               | Květa Peschke Lisa Raymond              | 6-4, 3-6, [10-4]    |
| 2008 | Alyona Bondarenko Katerina Bondarenko     | Eva Hrdinová Vladimíra Uhlířová         | 6−1, 6−4            |
| 2007 | Cara Black Liezel Huber                   | Gabriela Navrátilová Vladimíra Uhlířová | 6−2, 6−0            |
| 2006 | Émilie Loit Květa Peschke                 | Cara Black Rennae Stubbs                | 7−6(5), 6−4         |
| 2005 | Iveta Benešová Květa Peschke              | Anabel Medina Garrigues Dinara Safina   | 6−2, 2−6, 6−2       |
| 2004 | Barbara Schett Patty Schnyder (2)         | Silvia Farina Elia Francesca Schiavone  | 6−3, 6−2            |
| 2003 | Barbara Schett Patty Schnyder             | Marion Bartoli Stéphanie Cohen-Aloro    | 2−6, 6−2, 7−6(5)    |
| 2002 | Nathalie Dechy Meilen Tu                  | Ielena Deméntieva Janette Husárová      | Renúncia            |
| 2001 | Iva Majoli Virginie Razzano               | Kimberly Po Nathalie Tauziat            | 6−3, 7−5            |
| 2000 | Julie Halard-Decugis Sandrine Testud      | Émilie Loit Åsa Svensson                | 3−6, 6−3, 6−4       |
| 1999 | Irina Spîrlea Caroline Vis                | Elena Likhovtseva Ai Sugiyama           | 7−5, 3−6, 6−3       |
| 1998 | Sabine Appelmans Miriam Oremans           | Anna Kúrnikova Larisa Neiland           | 1−6, 6−3, 7−6       |
| 1997 | Martina Hingis Jana Novotná               | Alexandra Fusai Rita Grande             | 6−1, 6−2            |
| 1996 | Kristie Boogert Jana Novotná              | Julie Halard-Decugis Nathalie Tauziat   | 6−4, 6−3            |
| 1995 | Meredith McGrath Larisa Neiland           | Manon Bollegraf Rennae Stubbs           | 6−4, 6−1            |
| 1994 | Sabine Appelmans Laurence Courtois        | Mary Pierce Andrea Temesvári            | 6−4, 6−4            |
| 1993 | Jana Novotná Andrea Strnadová             | Jo Durie Catherine Suire                | 7−6, 6−2            |